# Émile Mellinet
Pour les articles homonymes, voir Mellinet.
Émile Henry Mellinet (prononcé /melinɛt/), né le 1er juin 1798 à Nantes et mort le 20 janvier 1894 dans la même ville, est un général français.
Il est grand-croix de la Légion d'honneur.

## Biographie

### Origines et famille
Émile Mellinet est le fils du général Anne François Mellinet, général dans l'armée française puis dans l'armée belge après l'indépendance de ce pays, et de Rosalie Malassis, issue d'une grande famille d'imprimeurs. Elle élève seule leurs deux fils, après avoir divorcé vers 1803 ; le frère aîné d'Émile est Camille, né en 1795, futur imprimeur-éditeur et homme de lettres.
Les deux grands-pères sont François Mellinet, négociant et député de la Loire-Inférieure à la Convention, et Augustin-Jean Malassis, imprimeur-libraire à Nantes.
En 1832, Émile épouse Françoise Félicité Sébire dite « Fanny », fille d'un marchand nantais et sœur du libraire éditeur Prosper Sébire.

### Débuts de carrière: de l'Empire à la monarchie de Juillet (1813-1841)
À l'instar de son père, il choisit très tôt la carrière des armes.
Le 2 octobre 1813, il est lieutenant dans les gardes nationales d’active de la Loire-Inférieure. Il est placé par le général Brouard comme sous-lieutenant breveté au 88e régiment d'infanterie de ligne, le 25 février 1814, avec lequel il assiste aux sièges de Paris où il est blessé le 30 mars. Le 4 septembre, il est placé en supplément, à la suite du 80e régiment d'infanterie de ligne. Il assiste au siège de Metz où il reçoit un coup de lance à la cuisse gauche, le 14 juillet 1815.
Licencié, Émile est placé en situation de non activité, le 6 septembre 1815. Il passe à la Légion départementale de l’Orne, le 11 mars 1816 et admis au traitement de réforme le 11 décembre 1820. 
Rappelé à l’activité au 5e régiment d'infanterie légère, par décision du 22 janvier 1823, il participe à l'expédition d'Espagne ; au siège de Saint-Sébastien, il est atteint d’un coup de feu à la cuisse gauche le 26 avril 1823 et décoré de l’ordre de Charles III. Il est promu au grade de lieutenant le 6 juin 1823. 
Le 6 février 1828, il est affecté au 5e régiment d'infanterie de la Garde royale.
Il obtient sa licence, est breveté capitaine le 11 août 1830. Le 16 décembre, il est affecté au 4e léger. Il est promu chef de bataillon au 35e régiment d'infanterie de ligne, le 27 août 1839. Il commande ensuite le 5e bataillon de chasseurs à pied le 30 septembre 1840.

### Officier en Algérie (1841-1850)
En 1841, il quitte cette unité pour l’Algérie. Il débarque à Mostaganem le 22 juin. 
Il est rapidement distingué par le général Bugeaud qui ajoute de sa main sur son rapport pour les opérations de mai et juin : « Cet officier supérieur, plein d’instruction et d’honneur, serait bien placé à la tête d’un régiment ». Il est encore cité à l’occasion des combats des 30 et 31 août, des 4 et 5 septembre contre les Flittas et les Beni-Ouragh des montagnes de l’Ouarsenis. En juin 1842, le général d'Arbouville, commandant la division d’Oran, le cite une nouvelle fois. Il est cité également le 13 juillet 1842 pour sa bravoure durant l’expédition du Chélif, lors de la prise de Blida.
Le commandant Mellinet compte alors 28 ans de services, 3 campagnes, 3 blessures, 7 citations et gagne ses épaulettes de lieutenant-colonel au 41e régiment d'infanterie de ligne, le 16 oct. 1842. Il est muté au 32e régiment d'infanterie de ligne, qu’il rejoint le 13 juin 1844. Participant à toutes les colonnes dont ces unités font partie, il est cité à l’ordre de l’armée le 17 août 1841 pour s’être fait remarquer pendant l’expédition du ravitaillement de Mascara et au combat de Tili-Ouanek.
Promu au grade de colonel du 1er régiment étranger, le 15 mars 1846, il prend ce commandement alors que l’Algérie est en pleine insurrection. Le régiment est alors organisé en 3 bataillons. Le 1er bataillon tient garnison à Oran, Mostaganem et Mascara; 2e bataillon à Oran, Le Sig, Mostaganem, Ténès et Khamis ; le 3e bataillon, à Oran, Sidi Bel Abbès, Mostaganem et Khamis. C’est de ce dernier bataillon que Mellinet fait un bataillon modèle.

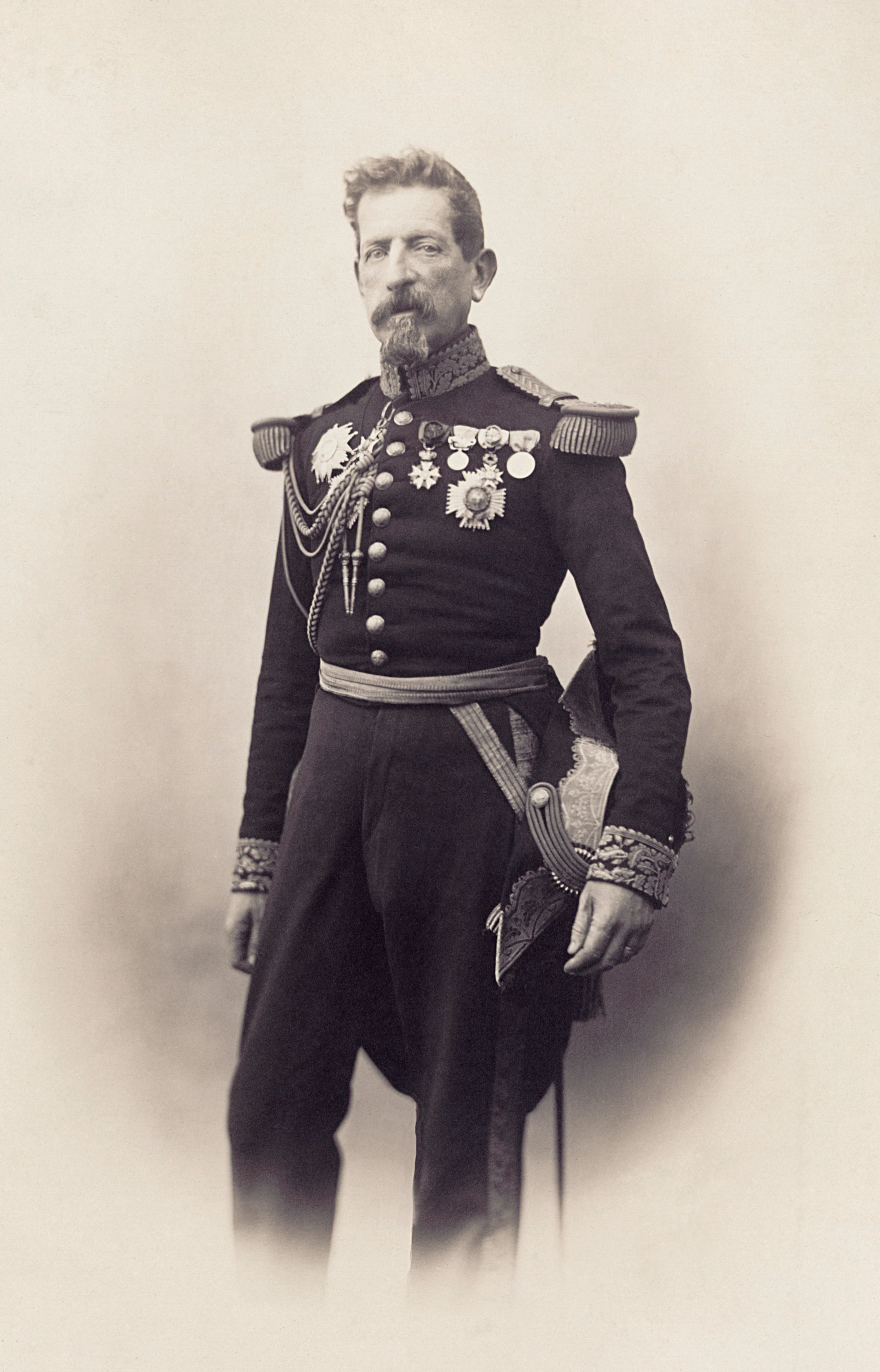
Portrait par Gustave Le Gray, 1857. Paris

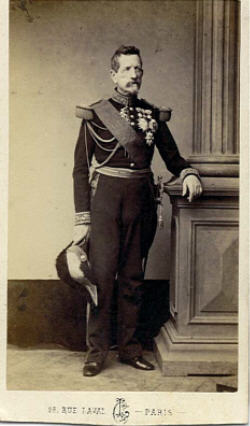
Portrait par Léon Crémière, Paris.

En février 1846, le 1er régiment de la Légion termine la construction de la route qui se dirige, par Tenira, sur Sidi Bel Abbès, ce qui permet d’amener à pied d’œuvre le matériel nécessaire à l’installation de ce poste. Cette création, devenue une ville, propriété d’élection de la Légion étrangère, est en partie son œuvre. Le 7 avril 1847, il amène les troupes de cette place ainsi qu’un gros convoi à Daya, où s’organise la colonne Cavaignac pour des opérations dans le Sud Oranais. À la suite de l’affaire de Moghar el-Foukani, le 27 avril et de celle d’Aïn Sefra, le 1er mai, le général Cavaignac le complimente avec les légionnaires et le propose pour la croix d’officier de la Légion d’honneur, qu’il reçoit à Tlemcen, devant les troupes. 
Le 1er janvier 1848, le duc d’Aumale, gouverneur de l’Algérie, érige le cercle de Sidi Bel-Abbès en subdivision dont le commandement est donné au colonel Mellinet. À ce moment, l’émir Abdelkader vient de se remettre entre les mains du prince, ce qui assure la tranquillité de la province d’Oran dont le général Pélissier prend le commandement.
Le 17 décembre suivant, sur le champ de manœuvres d’Oran et en présence du 1er bataillon, le colonel Mellinet reçoit du général Pélissier le nouveau drapeau destiné à son régiment, modèle de 1848. En avril 1849, Mellinet dirige une colonne pour l’établissement du camp d’El Aricha. Puis, une certaine agitation fomentée dans le sud de la province d’Oran par les prédications de Sidi cheik ben Taieb, entraîne des opérations conduites par Mellinet. Les colonnes se poursuivent notamment au cours de l’année 1849, d’abord avec le colonel Maissiat et ensuite avec le général Pélissier. Le colonel Mellinet y prend part. En 1850, des actes de brigandage, perpétrés par des tribus marocaines, nécessitent quelques courses des troupes de la subdivision de Tlemcen en février et en septembre.

### Général (1850-1863)
Par décret du 2 décembre 1850, le colonel Mellinet est admis en 1re section des officiers généraux avec le grade de général de brigade et remplacé par le lieutenant-colonel Lesueur de Givry, du 7e régiment d'infanterie de ligne, qui permute avec le colonel Bazaine, du 55e. Il est nommé au commandement de la 2e brigade d’infanterie à Lyon placée sous les ordres du général de Castellane, le 15 février 1851 puis il commande la 1re subdivision militaire et la 2e brigade d’infanterie, à Lyon à compter du 23 novembre 1851. Le 31 mai 1854, le commandement de la 1re brigade d’infanterie de la Garde impériale lui est confié. Il fait campagne avec la charge de commandant provisoire la division d’infanterie de la Garde impériale à l’armée d’Orient, le 22 mai 1855.
Il est promu général de division, le 22 juin 1855. Il est blessé à Sébastopol, d’un éclat d’obus à la joue, le 8 septembre 1855. Commandant la division d’infanterie de la Garde impériale, formée des régiments de cette Garde rentrés de Crimée, le 22 décembre 1856, il est nommé inspecteur général du 1er arrondissement d’infanterie, pour 1856. Il a deux chevaux tués sous lui à la Magenta, en 1859, un aux combats de Ponte Nuovo, Ponte Vecchio et Buffalora (it), pendant la campagne d'Italie, il se distingua à la tête des grenadiers de la garde, supportant seul le poids de la bataille pendant plusieurs heures.

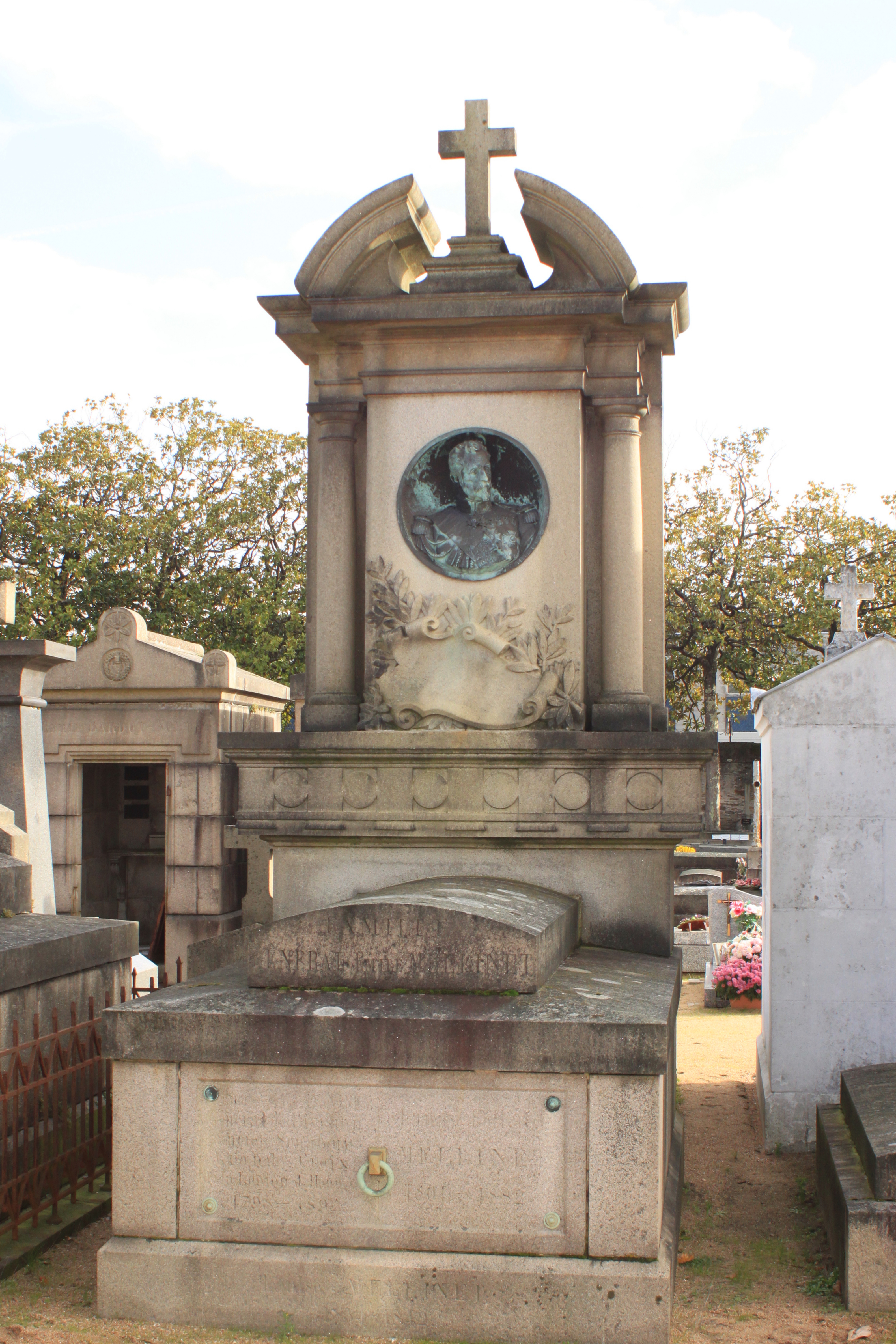
Sa tombe au cimetière Miséricorde de Nantes.

### Fin de carrière (1863-1871)
Le 2 juin 1863, il est placé dans la section de réserve. Il est alors nommé membre du Conseil de l’ordre de la Légion d’honneur, le 5 juillet 1863 et commandant supérieur des Gardes nationales de la Seine, le 23 octobre 1863. 
Il est nommé sénateur le 15 mars 1865. À Nantes, il remplace le général Bernard Pierre Magnan comme grand maître au Grand Orient de France de 1865 à 1870.
Il démissionne de son commandement des Gardes nationales de la Seine, le 15 septembre 1869, mais reprend du service en 1870 ; il commande les dépôts de la Garde impériale de Paris à compter du 17 août 1870 et est nommé membre du comité des fortifications de Paris le 20 août 1870. Peu après, il protège l'impératrice Eugénie et lui permet de quitter Paris où la République est proclamée le 4 septembre après la défaite de l'armée française.

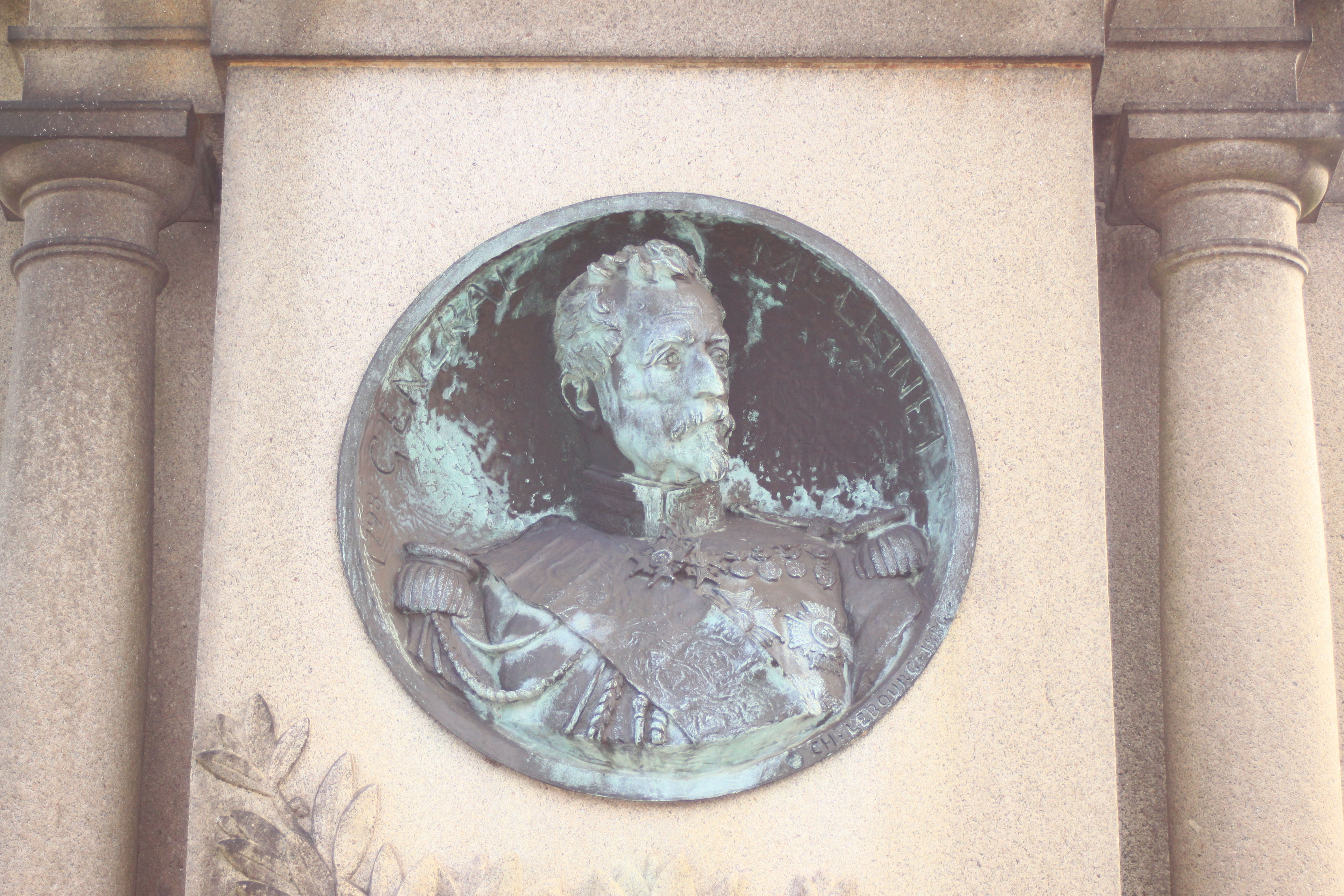
Le médaillon de sa tombe, réalisé par Charles-Auguste Lebourg.

### Le notable (1871-1894)
Il est replacé dans la section de réserve, le 8 février 1871. Il prend définitivement sa retraite à Nantes par décret du 1er septembre 1878.
Il devient l'une des figures les plus populaires de la vie locale : il favorise l'épanouissement des Arts et Lettres, joue au théâtre de Compiègne ; passionné de musique, il contribue à l'organisation des musiques régimentaires et compose quelques morceaux qui sont très goûtés des Nantais ; bibliophile, il donne au ministère de la Guerre une importante collection d'ouvrages militaires et, à la bibliothèque municipale de Nantes, un fonds précieux d'autographes.
Il meurt le 20 janvier 1894 des complications survenues après avoir été exposé, dans son lit, à l'aspersion d'eau froide échappée d'une canalisation rompue. Il est enterré auprès de son épouse (1801-1882) au cimetière Miséricorde de Nantes. Il était l'un des derniers survivants des guerres napoléoniennes, en particulier l'un des tout derniers officiers connus.

### Franc-maçonnerie
Fils et petit-fils de franc-maçon, il est lui-même initié dans la loge « Mars et les Arts » à l'orient de Nantes en 1815, à l'âge de 16 ans. 50 ans plus tard, il devient grand-maître du Grand Orient de France le 9 juin 1865 en prenant la suite du défunt Maréchal Magnan. Il est ensuite promu comme grand commandeur du Grand Collège des rites, il s'affilie alors à la loge « Les Cœurs unis ». Vigilant sur les principes, il a garanti pendant son exercice la liberté des discussions et des opinions au sein de l’ordre. Il ne se présente pas en 1870 pour un second mandat, malgré l'assurance d'une réélection certaine.

## Décorations
Légion d'honneur :
- Chevalier (27 avril 1838) ;
- Officier (8 août 1847) ;
- Commandeur (7 janvier 1852) ;
- Grand officier (16 juin 1856) ;
- Grand-croix de la Légion d'honneur (17 juin 1859) ;

Autorisé à accepter et à porter les décorations :
- Chevalier de l’ordre de Charles III d'Espagne du 23 mai 1824 ;
- Commandeur de l'ordre pontifical de Saint-Grégoire-le-Grand, du 6 décembre 1853 ;
- Commandeur de l’ordre britannique du Bain, 26 avril 1855, avec plaque ;
- Médaille de la Valeur militaire (Sardaigne), 1859 ;
- Grand-croix de l’ordre militaire de Savoie, 1859 ;
- Grand-croix de l’ordre du Médjidié de Turquie, 1857-1867 ;
- Grand-croix de l’ordre du Lion de Zaeringen, du Grand-duché de Bade, 24 août 1867 ;
- Grand-croix de l’ordre de Saint-Michel, le 8 novembre 1867 ;
- Grand-croix de l’ordre de la Couronne de fer d’Autriche, le 8 août 1867 ;
- Grand-croix de l’ordre de Saint-Alexandre Nevski de Russie, le 7 janvier 1868 ;
- Grand-croix de l’ordre de la Couronne de Chêne du grand-duché de Luxembourg, du 11 janvier 1868 ;
- Grand-croix de l’ordre du Lion et du Soleil de Perse en avril 1878.

Il est titulaire de :
- Médailles commémoratives :
  - Médaille de Crimée,

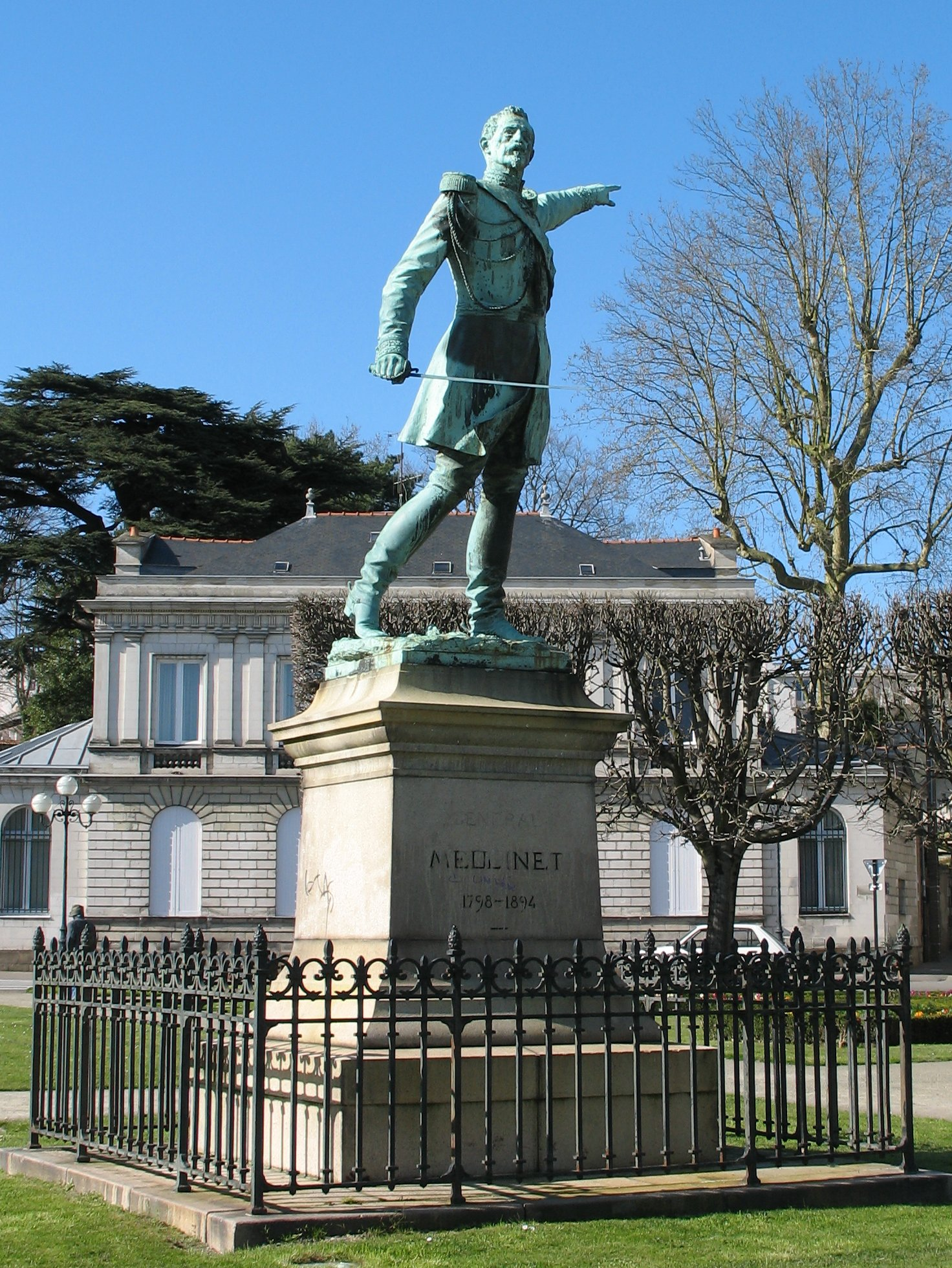
Statue du général, place Mellinet à Nantes.

  - Médaille commémorative de la campagne d'Italie (1859) ;
- Médaille de Sainte-Hélène ;
- Officier de l'Instruction publique.

## Hommages
Le 10 mai 1894, une place de Nantes est baptisée place Mellinet.
On y érige une statue de lui, inaugurée le 29 mai 1898. Cette œuvre d’environ 6 m de hauteur, en fonte, réalisée par Gustave Leblanc-Barbedienne, représente le général debout, tête nue, dans une pose martiale : d'un mouvement énergique, l'épée à la main, il désigne l'ennemi de son bras gauche tendu. Sur son socle en pierre est gravé « Général Mellinet 1798 – 1894 ».

### Sources primaires
- Répertoire des chefs de corps de Légion – Centre de documentation de la Légion étrangère DA ;
- Cote S.H.A.T. 7 Yd 1331.